# Håltjärnsbäcken
Håltjärnsbäcken este o arie protejată (arie specială de conservare — SAC, sit de importanță comunitară — SCI) din Suedia întinsă pe o suprafață de 17,1 ha, integral pe uscat.

## Localizare
Centrul sitului Håltjärnsbäcken este situat la coordonatele 59°55′21″N 15°31′25″E / 59.9224°N 15.5236°E.

## Înființare
Situl Håltjärnsbäcken a fost declarat sit de importanță comunitară în ianuarie 1998 pentru a proteja 2 specii de animale. Situl a fost protejat și ca arie specială de conservare în martie 2011.

## Biodiversitate
Situată în ecoregiunea boreală, aria protejată conține 1 habitat natural: Cursuri de apă de la nivel de câmpie la nivel montan, cu vegetație Ranunculion fluitantis și Callitricho-Batrachion.
La baza desemnării sitului se află mai multe specii protejate:
- nevertebrate (1): Margaritifera margaritifera
- pești (1): zglăvoacă (Cottus gobio)